# La notte del gatto mannaro
La notte del gatto mannaro è la dodicesima storia della serie horror per ragazzi La Strada della Paura, scritta da R. L. Stine. È stata l'ultima ad essere pubblicata in Italia.

## Trama
Wendy Chapman è una ragazza che ha un innato e viscerale amore per i gatti e tutto ciò che ha a che fare con loro, e quindi colleziona tutte le cose più impensabili basta che abbiano una forma felina. Purtroppo per lei, però, i genitori sono restii a farle avere un micio vero.
Un giorno, mentre è alla Fiera dei Gatti con la sua migliore amica Tina, vede uno strano ciondolo a forma di gatto e decide di comprarlo. La signora che glielo vende, la signora Bast, le racconta che quel ciondolo appartiene all'antica stirpe dei Gatti Mannari, una versione felina dei licantropi che, a differenza dei loro cugini lupi mannari, si trasforma tutte le notti. Quella notte, Wendy inizia a sentirsi strana: il suo corpo infatti subisce una trasformazione riempiendosi di peli e trasformandosi in un essere metà uomo e metà gatto. Il giorno dopo, Wendy si sveglia convinta di aver avuto un incubo, ma quando nota dei graffi sul davanzale della sua finestra è inorridita. Quel giorno, a scuola, si tiene un'audizione per stabilire chi sono le tre ginnaste che rappresenteranno la scuola media di Shadyside ai campionati nazionali. Wendy, che inizialmente era timida e insicura nell'eseguire le prove, adesso si dimostra non solo più determinata e sicura di sé, ma dimostra un'agilità che non aveva mai pensato di poter avere. Tuttavia, per le notti seguenti continua a trasformarsi in un gatto mannaro e non sa a chi rivolgersi (anche perché quando lo rivela a Tina, quest'ultima non le crede). Una notte di luna piena, notte in cui il potere del gatto mannaro aumenta, Wendy incontra altri tre gatti mannari, due delle dimensioni di una tigre e un altro più piccolo. I tre la circondano e Wendy pensa di essere spacciata, ma proprio in quel momento sta sorgendo il sole e i tre gatti mannari si trasformano, rivelandosi essere i genitori di Wendy e suo fratello Max, che sgranano d'occhi quando vedono che l'altro gatto mannaro è Wendy.
Wendy è ancora incredula, ma sua madre le spiega tutto: tutta la famiglia fa parte di un'antica stirpe di gatti mannari che da generazioni si trasformano ogni notte. In genere il periodo di trasformazione inizia con l'adolescenza, ecco perché lo stupore dei genitori, che le spiegano che nessuno si era mai trasformato in età così giovane e Wendy capisce come mai i genitori non le hanno mai permesso di tenere un gatto in casa (i gatti mannari e i gatti comuni sono nemici naturali). Quando Wendy spiega alla famiglia del ciondolo e della signora Bast, la madre le racconta che quel ciondolo è un cimelio di famiglia che però andò perduto e che venne ritrovato chissà dove dalla signora Bast, e che è stato forse quello a scatenare la trasformazione che accompagnerà Wendy per tutta la vita. 

## Personaggi

### Personaggi principali
Wendy Chapman - Ama moltissimo i gatti e tutto ciò che li ricorda, vorrebbe tanto possederne uno vero, ma deve sempre lottare con il parere contrario dei genitori. Fa parte della squadra di ginnastica artistica della scuola media di Shadyside e possiede il potere di trasformarsi in un gatto mannaro.
Tina Barnes - La migliore amica di Wendy, sopporta la sua mania dei gatti ed è molto aperta e solare, nonché la prima che nota le "particolarità" dell'amica. Quando Wendy le rivela il suo "segreto", però, non le crede.
La signora Bast - È la titolare di un negozietto di ciondoli che è anche la sua casa. Ha ritrovato lei il ciondolo che, andato perduto dalla famiglia di Wendy, "conferisce" il potere di diventare un gatto mannaro.

### Personaggi secondari
Signor Chapman - Padre di Wendy, si sa molto poco di lui. Anche lui, come Wendy, ha il potere di trasformarsi in un gatto mannaro e infatti fa parte di un'antica stirpe di persone che hanno quel potere.
Signora Chapman - Madre di Wendy, anche lei come il padre, ha il potere di trasformarsi anche lei in un gatto mannaro.
Max Chapman - Fratello maggiore di Wendy, è uno studente liceale che, come tutti i fratelli maggiori, ama avere "conflitti" con la sorellina. Anche lui, come i suoi genitori, possiede il potere di trasformarsi in un gatto mannaro e spiega alla sorella che aveva quasi quattordici anni quando si trasformò per la prima volta.

## Edizioni
- R. L. Stine, La notte del gatto mannaro, traduzione di Marina Baruffaldi, La strada della paura n. 12, Mondadori, 1997,  p. 94.